# Rhaphidophora lobbii
Rhaphidophora lobbii là một loài thực vật có hoa trong họ Ráy (Araceae). Loài này được Schott miêu tả khoa học đầu tiên năm 1860.